# Festskrift
En festskrift är en skrift eller bok som utges med anledning av en minnesfest eller ett jubileum eller, numera vanligast, som hyllning till en förtjänt person, oftast en akademiker, till exempel en professor eller framträdande jurist. 
Publikationen utges oftast med anledning av en jämn födelsedag eller vid pensionering och man söker då att, intill överlämnandet, hålla utgivningen hemlig för mottagaren. En festskrift har antologikaraktär och vänner, kolleger och elever till mottagaren brukar inbjudas att medverka med var sin uppsats. När festskriften riktar sig till en forskare brukar oftast dennes bibliografi publiceras i festskriften, dvs en kronologisk förteckning över allt vad personen har publicerat i tryckt form. Festskrifter innehåller som regel en Tabula gratulatoria – en förteckning över de personer som deltar i hyllningen genom subskription på boken; en sådan lista kan inte sällan innehålla hundratals namn; svenskt rekord torde innehas av biskop Bo Giertz som i sin festskrift 1965 hade en tabula som omfattade 42 sidor med över två tusen gratulanter. Också nummer av vetenskapliga tidskrifter eller årsböcker kan få formen av en festskrift, men de saknar då oftast en tabula.

## Historia
Den svenska termen "festskrift" användes för första gången 1879 på den volym som Lunds universitet överlämnade till Köpenhamns universitet: Festskrift till Kgl Universitetet i Köpenhamn vid dess fyrahundra års jubileum i juni 1879 från Kgl. Carolinska universitetet i Lund. Detta ord behöver dock inte användas i boken i fråga för att den skall räknas som festskrift. Lika ofta kan syftet uttryckas med frasen "Studier tillägnade..." eller något liknande. 
Som förelöpare till denna art av tryckalster kan räknas de samlingar av hyllningar, vilka ofta under 15-, 16- och 1700-talen åtföljde en författares arbeten och som var ämnade som en vittnesbörd om dennes förtjänster. Ett exempel på detta är den som trycktes i anslutning till Olof Rudbecks Atlantica, eller det lovtal på verk som bifogats Sophia Elisabeth Brenners Poëtiske skrifter 1713. Som den första egentliga festskriften till en samtida svensk person räknas uppsatssamlingen Ur några samlares anteckningar. Gärd af tacksamhet och vänskap till mästaren i svensk bokkunskap, som 1891 trycktes i 50 numrerade exemplar och överlämnades till överbibliotekarien vid Kungliga biblioteket Gustaf Edvard Klemming (1823–1893). 
Det tyska uttrycket "Festschrift" har övertagits i engelska språket, där det även kan formuleras "Studies in honour of...". Det engelska bibliografiska uttrycket är homage volume.

## Exempel
Variationerna av festskrifter är mycket stor, både i fråga om utformningen och innehållet. Huvudarten utgöres av en samling vetenskapliga fackuppsatser. Vid sidan därom förekommer en mängd varianter. En festskrift kan i stället för vänners och kollegers uppsatser till den hyllades ära utgöras av en samling av festföremålets egna artiklar som samlas i en bok. Till pastor primarius Gösta Wredes 65-årsdag samlade vänner uppsatser av honom som utkom i boken Vittnena berättar (1993) jämte dedikation och en tabula. En festskrift kan också vara skämtsamt utformad, närmast som ett inslag i den akademiska tredje opponent- och spextraditionen. Ett exempel på detta är den i 50 exemplar tryckta festskriften Till Vilhelm Moberg på 50-årsdagen (1948), där uppsatserna handlade om och skämtade med festföremålet självt; de hade titlar som till exempel "Vilhelm Moberg som fotogeni" och "Vilhelm Moberg som Vilhelm Moberg". Tjugo år senare fick Moberg en seriös festskrift, tematiskt orienterad med titeln Emigrationer. En tredje typ av festskrifter utgöres av de rena bibliografierna. Ofta har en forskare fått sig en festskrift tillägnad till exempel på 60- eller 65-årsdagen, men fortsätter sin vetenskapliga verksamhet upp i hög ålder. Man kan då till exempel till 80- eller 85-årsdagen utarbeta ett komplement till den tjugo år tidigare utgivna bibliografin och trycka detta i form av en festskrift med tabula gratulatoria. Ett exempel på detta är festskriften till orientalisten H.S. Nybergs 65-årsdag Donum natalicum H.S. Nyberg oblatum XXVIII mense Dec. MCMLIV (1954).  Redan fem år senare utgavs som festskrift en bibliografi med titeln Professor H.S. Nybergs författarskap innehållande en tabula över gratulanter. Bibliografier, både i, och såsom festskrifter anses ha en högt lärdomshistoriskt värde och vara ett praktiskt arbetsinstrument för senare tiders forskare. Stundom händer det att en person får sig tillägnad festskrifter vid flera bemärkelsedagar i livet. Folklivsforskaren Jöran Sahlgren fick på 60-årsdagen  Festskrift till Jöran Sahlgren 8.4 1944 och på 70-årsdagen den av honom grundade tidskriften Arv årgång 1953 som festskrift.
Det händer någon gång, att festföremålet avlider under bokens produktion, men detta hindrar inte utgivningen även om ordet "festskrift" då inte användes och någon tabula givetvis inte publiceras. Exempel på detta är den bok med titeln Personnamnsstudier 1964 tillägnade minnet av Ivar Modéer (1904-1960) som i serien Anthroponymica Suecana 6 utgavs med anledning av att den då bortgångne språkvetenskapsmannen Modéer 1964 skulle ha fyllt 60 år, eller boken  När livet var som bäst... En bok till minnet av Gösta Berg (1993), som var planerad till Skansenchefen Gösta Bergs 90-årsdag i juli 1993, varvid han emellertid dog i mars samma år. Någon enstaka gång kan en festskrift faktiskt ha titeln "Minnesskrift" - så till exempel boken Till Sven Lönborg den 16 mars 1921. Minnesskrift utgiven av Göteborgs högre samskola (1921) till sin förutvarande rektor. Detta ord brukar eljest reserveras för böcker som utges efter föremålets död; så utkom boken Adolf Phalén in memoriam. Philosophical essays (1937) några år efter den kände filosofens död och med anknytning till festskrifts-genren.

## Ovanliga exempel
- Jagdish Bhagwati har hedrats med sex festskrifter, vilket är ovanligt många. Den sjätte och sista utkom den 5 augusti 2005.
- James D. McCawley har hedrats med två festskrifter, den första 1972 och den andra återgavs[förtydliga] två decennier senare.
- Musikforskaren Egon Voss' festskrift är ovanlig för att den presenterades när han fyllde 40. Annars publiceras festskrifter vanligen i samband med att föremålet fyller 65 år eller senare. Den är också ovanlig eftersom den innehåller en rad artiklar av framstående forskare som diskuterar den fiktive kompositören Otto Jägermeier, vilket är avsett som ett skämt.
- Isaac Asimov var mest känd som författare inom science fiction. 1989 samlade ett antal av hans kollegor en antologi som de kallade en festskrift, för att hedra de vetenskapliga bidrag Asimov hade gjort genom sin fiktion, bland annat genom att mynta många vetenskapliga termer.